# Municipio Tepezalá
Koordinaten: 22° 14′ N, 102° 11′ W
Tepezalá ist der Name eines der elf Municipios des mexikanischen Bundesstaats Aguascalientes. Verwaltungssitz und größter Ort des Municipios ist das gleichnamige Tepezalá. Das Municipio hat 19.668 Einwohner (2010) und bedeckt eine Fläche von 232,7 km².

## Geographie
Das Municipio Tepezalá liegt im Nordosten des Bundesstaats Aguascalientes auf einer Höhe zwischen 1900 m und 2600 m. Es zählt zur Gänze zur physiographischen Provinz der Mesa del Centro. Das Municipio liegt im Einzugsgebiet des Río Lerma und entwässert damit in den Pazifik. Die Geologie des Municipios setzt sich aus 61 % Alluvionen, 20 % Glimmerschiefern, 12 % Sedimentgestein und 7 % rhyolithischen Tuffen zusammen; Bodentyp von 55 % des Municipios ist der Durisol bei 29 % Leptosol und 13 % Calcisol. Etwa 60 % der Gemeindefläche dienen dem Ackerbau, 28 % sind von Gestrüpplandschaft bedeckt, etwa 12 % sind Weideland.
Das Municipio Tepezalá grenzt an die Municipios Rincón de Romos, Asientos und Pabellón de Arteaga sowie an den Bundesstaat Zacatecas.

## Bevölkerung
Beim Zensus 2010 wurden im Municipio 19.668 Menschen in 4.446 Wohneinheiten gezählt. Davon wurden 49 Personen als Sprecher einer indigenen Sprache registriert. Etwa 5,9 % der Bevölkerung waren Analphabeten. 6.413 Einwohner wurden als Erwerbspersonen registriert, wovon ca. 78 % Männer bzw. etwa 10,3 % arbeitslos waren. Gut sechs Prozent der Bevölkerung lebten in extremer Armut.

## Orte
Das Municipio Tepezalá umfasst 91 bewohnte localidades, von denen der Hauptort sowie San Antonio vom INEGI als urban klassifiziert sind. Vier Orte wiesen beim Zensus 2010 eine Einwohnerzahl von über 1000 auf, weitere 15 Orte hatten zumindest 100 Einwohner. Die größten Orte sind:
| Ort                       | Einwohner |
| Tepezalá                  | 4511      |
| San Antonio               | 3345      |
| El Chayote                | 1817      |
| Carboneras                | 1261      |
| Ojo de Agua de los Montes | 0934      |
| Los Alamitos              | 0911      |
| Mesillas                  | 0878      |